# دين محمد جرأت
دين محمد جرأت (ولد في 15 يناير 1963، في ولاية بنجشير)، هو مسؤول رفيع سابق في الحكومة الأفغانية وقائد عسكري. شغل العديد من المناصب الرئيسية في مجال الأمن والاستخبارات طوال حياته المهنية. كان جرأت شخصية بارزة في المديرية الوطنية للأمن في أفغانستان (NDS) وكان مساعدًا وثيقًا لسياسيين أفغان رفيعي المستوى، خاصة خلال الحقبة السابقة لسلطة طالبان.